# Giovanni Viola
Giovanni Viola (San Benigno Canavese, 20 giugno 1926 – Torino, 7 luglio 2008) è stato un calciatore e allenatore di calcio italiano, di ruolo portiere.

## Carriera

### Giocatore

#### Club
Ha conquistato tre scudetti con la maglia bianconera della Juventus (anche se nella stagione 1957-1958 è stato la riserva di Carlo Mattrel ed è sceso in campo in una sola occasione). Con 242 partite disputate in campionato, è attualmente il quinto portiere più presente della storia juventina, dopo Gianpiero Combi, Dino Zoff, Stefano Tacconi e Gianluigi Buffon.
All'inizio della carriera ha disputato, in prestito dalla Juventus, anche un campionato di Serie A con la Lucchese, con la quale ha ottenuto un notevole ottavo posto in campionato.
Ha chiuso la carriera agonistica nel 1958-1959 col Brescia in Serie B.

#### Nazionale

Viola (accosciato, primo da destra) in nazionale nel 1956

Ha totalizzato 11 presenze in nazionale maggiore tra il 1954 e il 1956, contendendosi a metà del decennio il ruolo di numero uno azzurro col fiorentino Leonardo Costagliola e con l'interista Giorgio Ghezzi. È stato tra i convocati per la fase finale del campionato del mondo 1954 in Svizzera, scendendo in campo in occasione dello spareggio di Basilea contro la Svizzera, perso per 4-1.
In nazionale prenderà parte ancora alla fase iniziale della Coppa Internazionale 1955-1960 e alla tournée in Sudamerica dell'estate 1956, in quest'ultimo caso difendendo la porta italiana contro Argentina e Brasile, quindi uscirà definitivamente dal giro azzurro.

### Allenatore
Chiusa l'attività agonistica, è tornato alla Juventus con il ruolo di allenatore nel settore giovanile.

## Statistiche

### Cronologia presenze e reti in nazionale
| Cronologia completa delle presenze e delle reti in nazionale ― Italia | Cronologia completa delle presenze e delle reti in nazionale ― Italia | Cronologia completa delle presenze e delle reti in nazionale ― Italia | Cronologia completa delle presenze e delle reti in nazionale ― Italia | Cronologia completa delle presenze e delle reti in nazionale ― Italia | Cronologia completa delle presenze e delle reti in nazionale ― Italia | Cronologia completa delle presenze e delle reti in nazionale ― Italia | Cronologia completa delle presenze e delle reti in nazionale ― Italia |
| Data                                                                  | Città                                                                 | In casa                                                               | Risultato                                                             | Ospiti                                                                | Competizione                                                          | Reti                                                                  | Note                                                                  |
| --------------------------------------------------------------------- | --------------------------------------------------------------------- | --------------------------------------------------------------------- | --------------------------------------------------------------------- | --------------------------------------------------------------------- | --------------------------------------------------------------------- | --------------------------------------------------------------------- | --------------------------------------------------------------------- |
| 23-6-1954                                                             | Basilea                                                               | Svizzera                                                              | 4 – 1                                                                 | Italia                                                                | Mondiali 1954 - 1º turno                                              | -4                                                                    |                                                                       |
| 5-12-1954                                                             | Roma                                                                  | Italia                                                                | 2 – 0                                                                 | Argentina                                                             | Amichevole                                                            | -                                                                     |                                                                       |
| 16-1-1955                                                             | Bari                                                                  | Italia                                                                | 1 – 0                                                                 | Belgio                                                                | Amichevole                                                            | -                                                                     |                                                                       |
| 30-3-1955                                                             | Stoccarda                                                             | Germania Ovest                                                        | 1 – 2                                                                 | Italia                                                                | Amichevole                                                            | -1                                                                    |                                                                       |
| 29-5-1955                                                             | Torino                                                                | Italia                                                                | 0 – 4                                                                 | Jugoslavia                                                            | Coppa Internazionale                                                  | -4                                                                    |                                                                       |
| 27-11-1955                                                            | Budapest                                                              | Ungheria                                                              | 2 – 0                                                                 | Italia                                                                | Coppa Internazionale                                                  | -2                                                                    |                                                                       |
| 18-12-1955                                                            | Roma                                                                  | Italia                                                                | 2 – 1                                                                 | Germania Ovest                                                        | Amichevole                                                            | -1                                                                    |                                                                       |
| 15-2-1956                                                             | Bologna                                                               | Italia                                                                | 2 – 0                                                                 | Francia                                                               | Amichevole                                                            | -                                                                     |                                                                       |
| 25-4-1956                                                             | Milano                                                                | Italia                                                                | 3 – 0                                                                 | Brasile                                                               | Amichevole                                                            | -                                                                     |                                                                       |
| 24-6-1956                                                             | Buenos Aires                                                          | Argentina                                                             | 1 – 0                                                                 | Italia                                                                | Amichevole                                                            | -1                                                                    |                                                                       |
| 1-7-1956                                                              | Rio de Janeiro                                                        | Brasile                                                               | 2 – 0                                                                 | Italia                                                                | Amichevole                                                            | -2                                                                    |                                                                       |
| Totale                                                                |                                                                       | Presenze                                                              | 11                                                                    |                                                                       | Reti                                                                  | -15                                                                   |                                                                       |

## Palmarès

### Giocatore

#### Club
- Campionato italiano: 3

Juventus: 1949-1950, 1951-1952, 1957-1958

### Allenatore
- Promozione: 1

Aosta: 1968-1969